# Fujinomiya
Fujinomiya (富士宮市?, Fujinomiya-shi) è una città giapponese della prefettura di Shizuoka.